# Tir aux Jeux olympiques d'été de 1968
Navigation
Tokyo 1964 Munich 1972
Sept épreuves de tir sportif sont disputées à l'occasion des Jeux olympiques d'été de 1968. Les tireurs soviétiques terminent à la première place du classement des médailles. L'épreuve du skeet fait son apparition parmi les épreuves olympiques.

## Tableau des médailles
| Rang | Pays                 | Médaille d'or | Médaille d'argent | Médaille de bronze | Total |
| 1    | Union soviétique     | 2             | 1                 | 2                  | 5     |
| 2    | États-Unis           | 1             | 2                 | 0                  | 3     |
| 3    | Allemagne de l'Ouest | 1             | 1                 | 1                  | 3     |
| 4    | Pologne              | 1             | 0                 | 0                  | 1     |
| 4    | Royaume-Uni          | 1             | 0                 | 0                  | 1     |
| 4    | Tchécoslovaquie      | 1             | 0                 | 0                  | 1     |
| 7    | Hongrie              | 0             | 1                 | 0                  | 1     |
| 7    | Italie               | 0             | 1                 | 0                  | 1     |
| 7    | Roumanie             | 0             | 1                 | 0                  | 1     |
| 10   | Allemagne de l'Est   | 0             | 0                 | 2                  | 2     |
| 11   | Nouvelle-Zélande     | 0             | 0                 | 1                  | 1     |
| 11   | Suisse               | 0             | 0                 | 1                  | 1     |

## Résultats
Toutes les épreuves sont mixtes[réf. nécessaire].
| Épreuves                         | Or                       | Argent                    | Bronze                         |
| 300 m carabine trois positions   | Gary Anderson 1157 pts.  | Valentin Kornev 1151 pts. | Kurt Müller 1148 pts.          |
| 50 m carabine trois positions    | Bernd Klingner 1157 pts. | John Writer 1156 pts.     | Vitali Parkhimovitch 1154 pts. |
| Carabine à 50 m position couchée | Jan Kůrka 598 pts.       | László Hammerl 598 pts.   | Ian Ballinger 597 pts.         |
| Pistolet à 50 m                  | Grigory Kosykh 597 pts.  | Heinz Mertel 562 pts.     | Harald Vollmar 560 pts.        |
| Pistolet feu rapide à 25 m       | Józef Zapędzki 593 pts.  | Marcel Roșca 591 pts.     | Renart Suleymanov 591 pts.     |
| Fosse olympique                  | Bob Braithwaite 198 pts. | Thomas Garrigus 196 pts.  | Kurt Czekalla 196 pts.         |
| Skeet                            | Yevgeni Petrov 198 pts.  | Romano Garagnani 198 pts. | Konrad Wirnhier 198 pts.       |